# Сациас, Маринос
Маринос Сациас (греч. Μαρίνος Σατσιάς; род. 24 мая 1978[…], Никосия) — кипрский футболист и футбольный тренер. Бывший игрок сборной Кипра.

## Биография

### Клубная карьера
Воспитанник клуба АПОЭЛ, в котором провёл всю профессиональную карьеру. Дебютировал в составе клуба в сезоне 1995/96 и продолжал выступать за команду вплоть до 2014 года, провёл чуть менее 300 матчей и забил 23 гола в чемпионате Кипра. 8 раз становился чемпионом и 6 раз обладателем Кубка страны. Дважды участвовал с командой в финальной стадии Лиги чемпионов УЕФА. В сезоне 2011/12 сыграл в ответном матче 1/4 финала против мадридского «Реала».

### Карьера в сборной
Дебютировал за сборную Кипра 26 апреля 2000 года в товарищеском матче со сборной Румынии, в котором вышел на замену на 82-й минуте вместо Аристоса Аристоклеуса. Выступал за сборную вплоть до 2012 года, в 2011 году провёл две игры в качестве капитана сборной. Всего в составе национальной сборной сыграл 66 матчей.

### Тренерская карьера
Вскоре после завершения игровой карьеры перешёл на тренерскую работу. Начинал карьеру в клубах низших лиг Кипра «Этникос Лацион» и «Омония» (Арадипу). В 2019 был назначен главным тренером клуба греческой футбольной лиги «Спарта», с которым провёл 4 матча. С февраля 2020 года возглавлял юношескую сборную Кипра.

## Достижения
АПОЭЛ
- Чемпион Кипра (8): 1995/96, 2001/02, 2003/04, 2006/07, 2008/2009, 2010/11, 2012/2013, 2013/14
- Обладатель Кубка Кипра (6): 1995/96, 1996/97, 1998/99, 2005/06, 2007/08, 2013/14

## Личная жизнь
Его сын Яннис (род. 2002), также футболист, воспитанник АПОЭЛа.